# Fotije (Sladojević)
Fotije (Sladojević) (Dujakovci kod Banje Luke, BiH, 1. veljače 1961.), episkop je Zvorničko-tuzlanski.

## Životopis
Osnovnu školu završio je u Čurugu, a srednju tehničku školu u Novome Sadu.
Bogoslovni fakultet Sveučilišta u Beogradu u upisao je 1983. godine, na kojem je 1988. godine diplomirao. Potom dvije godine provodi na poslijediplomskim studijima u Erlangenu, Njemačka.
Nakon povratka iz Njemačke, na praznik svetog Dimitrija, 1990. godine prima monaški čin u manastiru Kovilj – Eparhija bačka. Iste godine, na praznik Arhangela Mihaila, episkop bački g.g. Irinej rukopolaže ga za jerođakona, a zatim na praznik svetoga Save 1991. godine za sveštenomonaha.
Od 1992. do 1993. godine jeromonah Fotije provodi kao svećenik (srp. "sveštenoslužitelj") u manastiru Bođani, a sljedećih pet godina (1993. – 1998.) radi kao profesor u bogosloviji "Svetog Arsenija" u Srijemskim Karlovcima, gdje ga i zatiče izbor za episkopa dalmatinskog.
Episkop dalmatinski i administrator gornjokarlovački Fotije hirotoniran je 1999. godine na Duhove u Sabornoj crkvi u Srijemskim Karlovcima, a za episkopa dalmatinskog ustoličen je na praznik svetoga apostola Luke i  svetog Petra Cetinjskog, 31. listopada iste godine u Sabornoj crkvi u Šibeniku.
Po odluci Svetoga arhijerejskog sabora SPC, 2000. godine episkop Fotije biva postavljen za obnašatelja dužnosti rektora obnovljene bogoslovije "Sveta tri jerarha" u manastiru Krka.
U tom kratkom razdoblju njegovog arhipastirstva u eparhijama dalmatinskoj i gornjokarlovačkoj počinje obnova crkvenoga života i crkvenih objekata, a oživljava i izdavačka djelatnost. Osim toga, odnedavno je i na teritoriju Eparhije dalmatinske organiziran i vjeronauk za pravoslavnu djecu u školama.
Od 2017. godine je episkop Zvorničko-tuzlanski.